# Lulu Sun
Lulu Sun (Te Anau, Nueva Zelanda, 14 de abril de 2001) es una tenista profesional neozelandesa.
Sun tiene un ranking de individuales WTA más alto de su carrera, No. 41, logrado el 26 de agosto de 2024. También tiene un ranking WTA más alto de su carrera, No. 216 en dobles, logrado el 5 de julio de 2024.
Hizo su debut en Grand Slams en el Abierto de Australia 2024 después de clasificarse.
En abril de 2024, Sun jugó bajo la bandera de Nueva Zelanda por primera vez como parte del equipo de la Copa Billie Jean King 2024.
En julio de 2024, debutó en el Campeonato de Wimbledon 2024 luego de pasar la clasificación. Ahí se dio su primera victoria ante una top 10 venciendo a Zheng Qinwen #8 del mundo en primera ronda y también conseguiría su primer triunfo en un Grand Slam. Su camino a su primer cuartos de final de un Grand Slam derrotaría a Yuliia Starodubtseva número #153 del mundo en segunda ronda, a Lin Zhu, número #61 del mundo, en tercera ronda y a la wildcard ex 10 del mundo Emma Raducanu en cuarta ronda. Finalmente perdería con Donna Vekić, número #37 del mundo, en 3 set.
En agosto de 2024, llega a su primera final de un evento WTA, en el Torneo de Monterrey 2024 evento WTA 500, donde perdería con la preclasificada #7 y 31 del mundo Linda Nosková.

## Títulos WTA (0; 0+0)

### Individual (0)
| Leyenda              |
| -------------------- |
| Grand Slam (0)       |
| Juegos Olímpicos (0) |
| WTA Finals (0)       |
| WTA 1000 (0)         |
| WTA 500 (0)          |
| WTA 250 (0)          |

#### Finalista (1)
| N.º | Fecha                | Torneo    | Superficie | Oponente en la final | Resultado   |
| --- | -------------------- | --------- | ---------- | -------------------- | ----------- |
| 1.  | 24 de agosto de 2024 | Monterrey | Dura       | Linda Nosková        | 6-7(6), 4-6 |